# Sagaranella
Sagaranella V. Hofst., Clémençon, Moncalvo & Redhead – rodzaj grzybów z rodziny kępkowcowatych (Lyophyllaceae).

## Charakterystyka
Azotolubne grzyby kapeluszowe o szarych lub brązowych owocnikach nie zmieniających barwy po uszkodzeniu. Trzon bez pseudokorzenia. Brak widocznej osłony. Zarodniki szarobrązowe o powierzchni kolczastej lub drobno brodawkowatej, hialinowe, nieamyloidalne. W strzępkach występują sprzążki. W podstawkach obfite, dobrze widoczne granulki.

## Systematyka i nazewnictwo
Pozycja w klasyfikacji według Index Fungorum
Lyophyllaceae, Agaricales, Agaricomycetidae, Agaricomycetes, Agaricomycotina, Basidiomycota, Fungi.
Gatunki występujące w Polsce
- Sagaranella erosa (Fr.) V. Hofst., Clémençon, Moncalvo & Redhead 2014 (w pracy Gierczyka i in. jako Lyophyllum erosum (Fr.) Svrček)[3].
- Sagaranella tylicolor (Fr.) V. Hofst., Clémençon, Moncalvo & Redhead 2015 – tzw. kępkowiec kolczastozarodnikowy[4].

Nazwy naukowe według Index Fungorum. Nazwa polska według W. Wojewody (podał ja dla synonimu Lyophyllum tylicolor)